# Darfur (Minnesota)
Darfur é uma cidade localizada no estado americano de Minnesota, no Condado de Watonwan.

## Demografia
Segundo o censo americano de 2000, a sua população era de 137 habitantes. 
Em 2006, foi estimada uma população de 125, um decréscimo de 12 (-8.8%).

## Geografia
De acordo com o United States Census Bureau tem uma área de 
0,9 km², dos quais 0,9 km² cobertos por terra e 0,0 km² cobertos por água. Darfur localiza-se a aproximadamente 354 m acima do nível do mar.

## Localidades na vizinhança
O diagrama seguinte representa as localidades num raio de 24 km ao redor de Darfur. 
Predefinição:Clearleft